# Air One

La rete delle destinazioni di Air One dopo l'accordo con Lufthansa.

Air One S.p.A. è stata una compagnia aerea a basso costo italiana. I suoi hub principali erano situati presso gli aeroporti di Catania, Milano-Linate, Milano-Malpensa, Palermo, Pisa, Venezia e Verona. L'aeroporto di Tirana-Rinas era uno scalo situato all'estero dal quale la compagnia operava voli verso numerose città italiane.
Air One cessò tutte le attività il 30 settembre 2014 mentre il certificato di operatore aereo fu revocato il 4 dicembre 2014.

## Storia

### Gli inizi
La compagnia traeva la sua origine da Aliadriatica, fondata nell'autunno 1983 a Pescara. Le attività iniziali furono esclusivamente dedicate all'aerotaxi e ai voli privati. La trasformazione in vera e propria compagnia aerea avvenne nel 1987 con l'avvio dei primi voli charter. Nel giugno 1988 il Gruppo Toto (Toto Costruzioni Generali S.p.A.) acquisì il 98% del pacchetto azionario. I voli di linea iniziarono il 3 giugno 1991 dopo l'acquisto di un biturbina British Aerospace Jetstream 31. Nel giugno 1994 Aliadriatica acquistò un bireattore Boeing 737-200 per effettuare voli dedicati al corto/medio raggio. Il 23 novembre 1995 il nome della compagnia fu modificato in Air One S.p.A. La società iniziò quindi a volare tra Roma e Milano, affiancandosi ad Alitalia, l'unica altra compagnia aerea italiana autorizzata ad effettuare voli su questa tratta. Air One aveva sede legale a Chieti, in Abruzzo, mentre quella operativa fu spostata a Roma.

### L'espansione
Nell'ottobre 2000 Air One aderì al programma di fidelizzazione clienti Miles & More di Lufthansa. Nel 2003 fece volare quasi 5 milioni di passeggeri (con un incremento del 21,8% rispetto al 2002). Nel 2005 Air One dichiarò di aver trasportato 3.614.291 passeggeri con un indebitamento di 593 milioni di euro (posizionandosi al secondo posto dopo Alitalia-Linee Aeree Italiane, che trasportava 24 milioni di passeggeri). Nel 2006 Air One toccò la quota di 4.300.000 passeggeri con un fatturato di 1,5 miliardi di euro.
Sempre nel 2006, a giugno, Air One fondò Air One CityLiner, una società sussidiaria dedicata ai collegamenti regionali. Il velivolo scelto fu il moderno bireattore Bombardier CRJ900, entrato in servizio nel mese di luglio. A settembre 2006 Air One prese in consegna il primo Airbus A320, in configurazione da 159 posti. Alla fine del 2006 la proprietà di Air One (AP Holding), con il sostegno finanziario di Intesa Sanpaolo, partecipò al bando di privatizzazione di Alitalia-Linee Aeree Italiane, indetta allora dal Ministero dell'Economia; tuttavia la gara fallì a causa del ritiro di tutti i pretendenti, compresa la stessa Air One.
Al 31 ottobre 2007 Air One di chiarava di aver trasportato 4.360.000 passeggeri da inizio anno, superando così con due mesi di anticipo il numero di quelli trasportati in tutto il 2006. Nel dicembre 2007 formulò una offerta pubblica di acquisto volontaria per il controllo di Alitalia, ma venne preferita l'offerta pubblica di scambio del gruppo Air France-KLM. Nel 2007 Air One trasportò 7.092.800 di passeggeri (+22,6% rispetto al 2006) con un fattore di carico del 57,4%.

### Low-cost di Alitalia
A partire dal 2009 la compagnia iniziò a collaborare strettamente con Alitalia - Compagnia Aerea Italiana, proprietaria di Alitalia dal 2009 al 2014. Dopo alcuni mesi di riorganizzazione, dal 28 marzo al 9 giugno 2010 e con la denominazione commerciale "Air One Smart Carrier" trasportò 250.000 passeggeri con un tasso di puntualità del 90% ed una regolarità del 99,9%. Air One CityLiner integrò le proprie attività in quelle di Alitalia - Compagnia Aerea Italiana il 13 gennaio 2009. Il 1º luglio 2011 Air One inaugurò lo scalo dell'aeroporto di Pisa-San Giusto, collegato con 8 destinazioni tra cui Atene.
Nel 2011 furono trasportati 1,4 milioni di passeggeri segnando un incremento di circa 450.000 passeggeri e un aumento percentuale di circa il 25% nel periodo comparabile (aprile-dicembre). Oltre 1,2 milioni di passeggeri avevano volato da e per Milano-Malpensa, mentre su Pisa Air One aveva trasportato in sei mesi circa 120.000 passeggeri, raggiungendo gli obiettivi prefissati. Nel frattempo, il 20 aprile 2011, Air One CityLiner veniva ribattezzata Alitalia CityLiner, mantenendo flotta e personale.
Il 4 maggio 2012 Air One inaugurava i voli dall'aeroporto di Venezia-Marco Polo, collegandolo con 11 destinazioni. 
Il 3 luglio 2013 l'amministratore delegato di Alitalia - Compagnia Aerea Italiana Gabriele Del Torchio e il presidente Roberto Colaninno presentarono il nuovo piano industriale che prevedeva una riorganizzazione del ruolo di Air One. Ad esempio, era prevista una modifica del nome, del logo e della livrea. La "nuova" Air One si sarebbe dedicata ai voli punto-punto, nazionali ed internazionali, puntando tutto sulle vendite via web caratterizzate da due tariffe distinte. La compagnia avrebbe volato da Catania, Palermo, Pisa e Venezia, potenziando l'offerta dei voli internazionali.
Il 26 ottobre 2013 avvenne la prima fase di attuazione del piano, Air One smantellava la base a Milano-Malpensa e annunciava di volerne aprire una nuova all'aeroporto di Palermo-Punta Raisi entro marzo 2014. Dalla stessa data, la flotta di Air One sarebbe stata ridistribuita con 3 aeromobili a Catania, 2 a Palermo, 2 a Pisa e 2 a Venezia. Il 13 febbraio 2014 fu annunciata la sesta base di AirOne: l'aeroporto di Verona-Villfranca dove, a partire da giugno 2014, fu dislocato un Airbus A320. Parallelamente, all'inizio del 2014, nella flotta a lungo raggio di Alitalia operarono due Airbus A330-200 nella livrea di Air One (EI-DIR e EI-DIP), ridipinti successivamente in livrea SkyTeam/Alitalia.

### La chiusura
A fine agosto 2014, con l'accordo di acquisto del 49% di Alitalia - Compagnia Aerea Italiana da parte di Etihad Airways, fu deciso di chiudere la compagnia il 30 settembre successivo. Il motivo, secondo un avviso apparso sul sito della società, fu la razionalizzazione dei costi. I voli da Palermo e Venezia sarebbero stati interrotti mentre quelli da Verona, Pisa, Milano-Malpensa ed alcuni da Catania furono trasferiti ad Alitalia; allo stesso modo tutti i voli operati da Tirana.
L'ultimo volo di Air One aveva il numero di volo AP877, in partenza dall'aeroporto di Bologna-Borgo Panigale alle 21:40 e diretto a Catania-Fontanarossa, il cui atterraggio era previsto alle ore 23:20. Il volo, partito in ritardo, decollò da Bologna alle 22:42 del 30 settembre e atterrò a Catania alle ore 00:00 del 1º ottobre 2014.
Il giorno della chiusura sul sito della compagnia comparvero due aironi stilizzati, uno giallo e blu e uno con il tricolore italiano e la scritta "Insieme, verso una sola grande compagnia. Dopo 19 anni di attività Air One unisce le sue forze a quelle di Alitalia in un'unica grande Compagnia. Ti ringraziamo per aver volato con noi in tutti questi anni".

## Flotta
Nel corso degli anni di attività Air One impiegò i seguenti tipi di aeromobili:

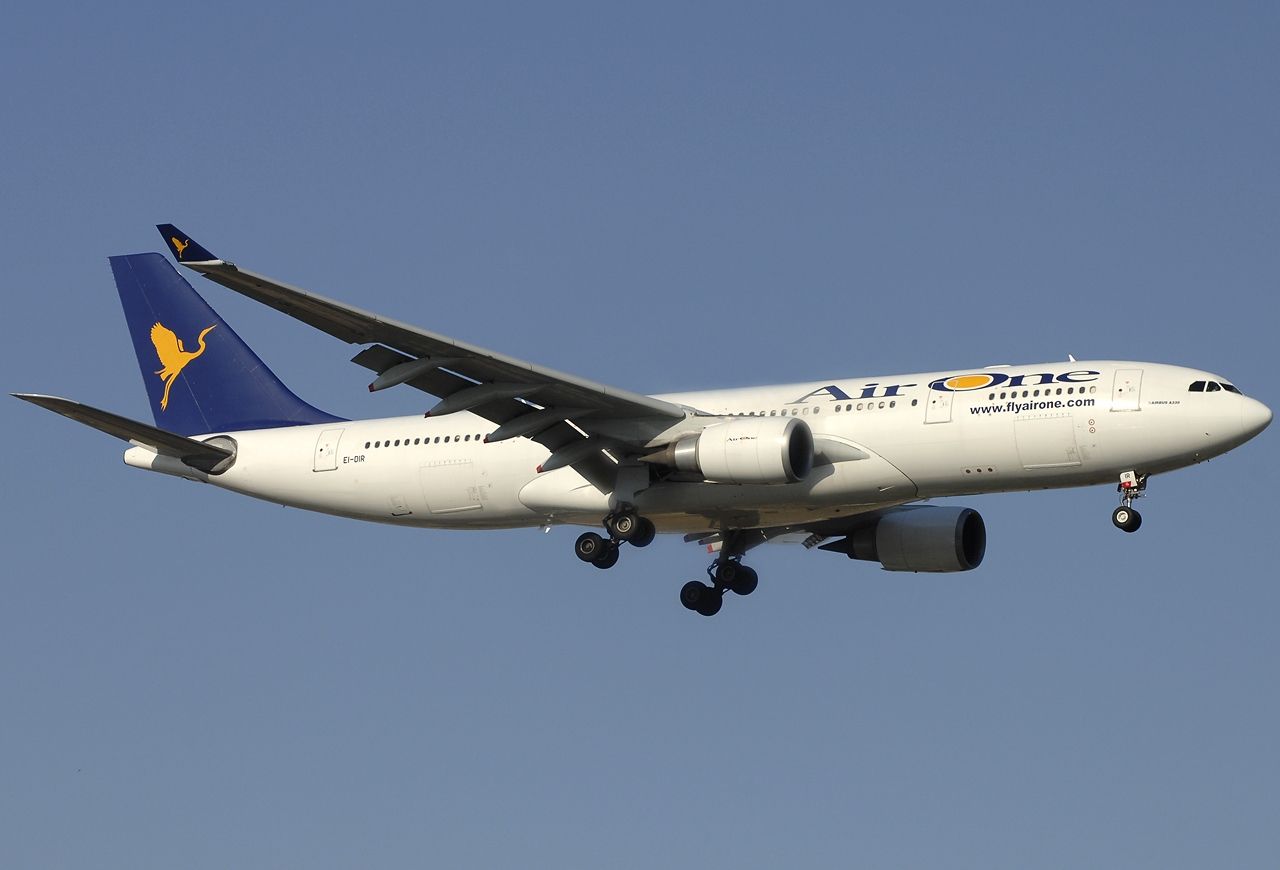
Un Airbus A330-200 di Air One.

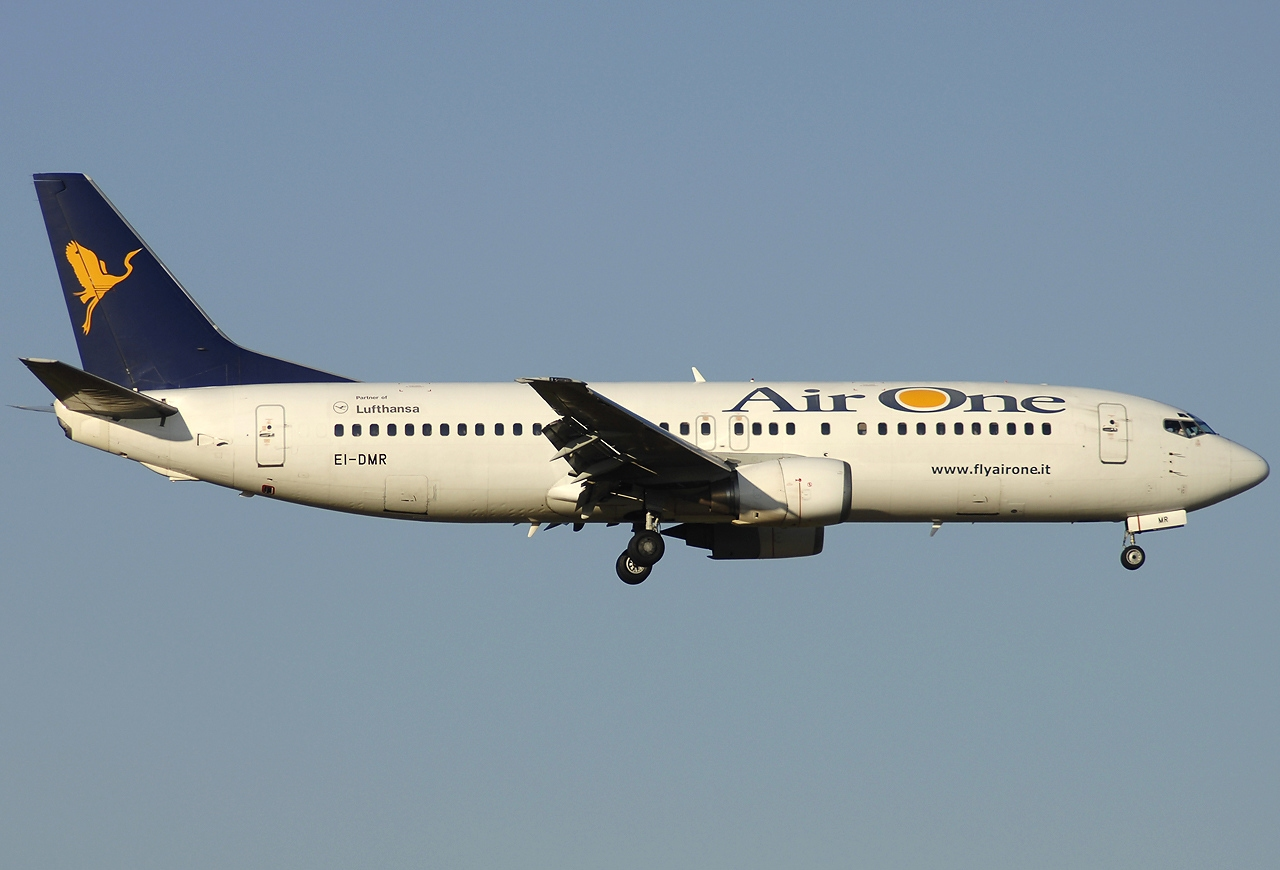
Un Boeing 737-400 di Air One nel 2008.

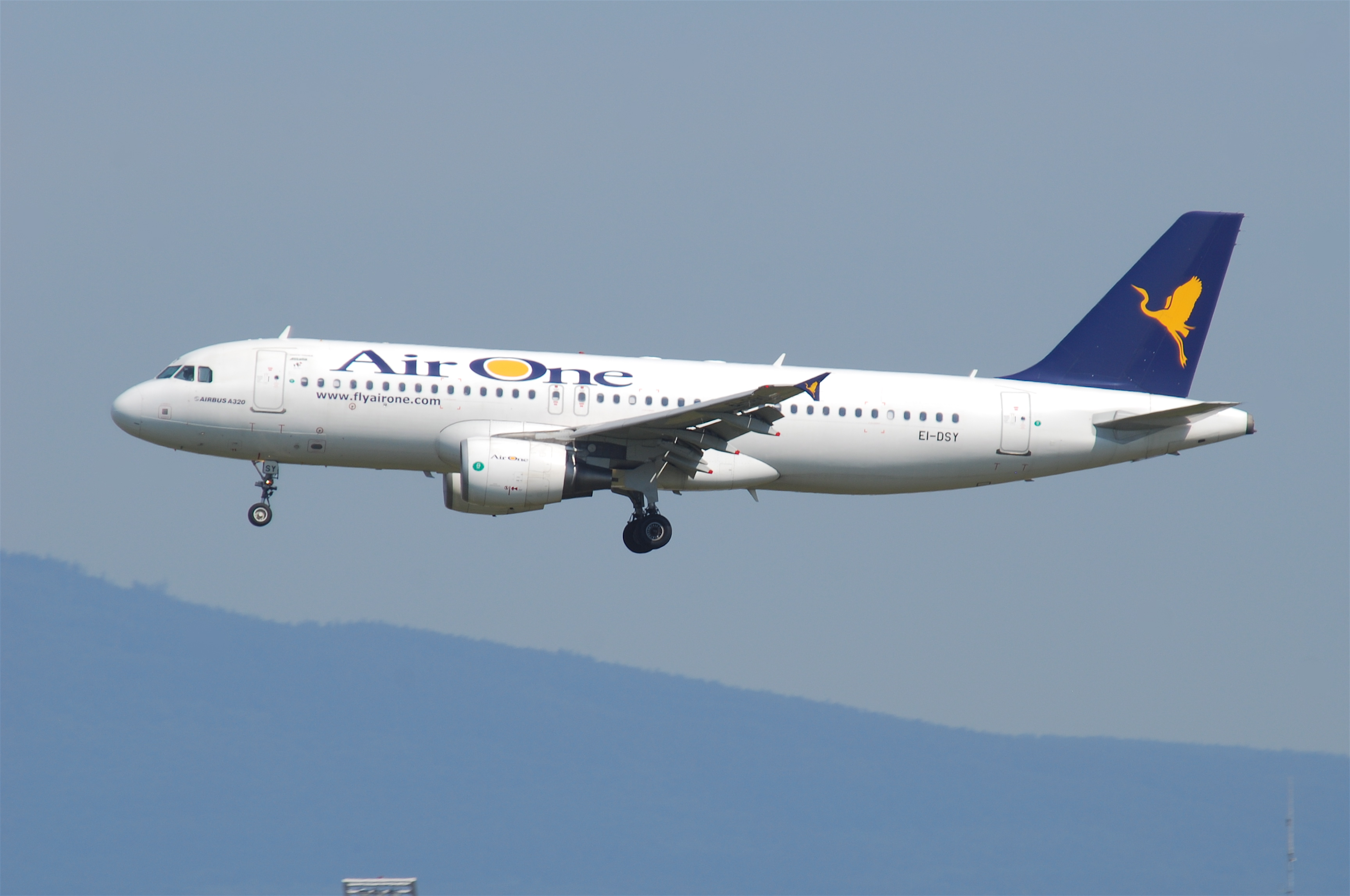
Un Airbus A320-200 di Air One nel 2011.

| Aeromobile                     | Totale | Introduzione | Ritiro |
| ------------------------------ | ------ | ------------ | ------ |
| ATR 42–300(QC)                 | 1      | 2006         | 2008   |
| Airbus A320-200                | 30     | 2006         | 2008   |
| Airbus A330-200                | 2      | 2008         | 2009   |
| Boeing 737-200                 | 3      | 1993         | 2008   |
| Boeing 737-300                 | 13     | 1995         | 2010   |
| Boeing 737-400                 | 27     | 1997         | 2010   |
| Boeing 737-800                 | 6      | 2002         | 2004   |
| Avro RJ70                      | 2      | 2006         | 2009   |
| British Aerospace Jetstream 31 | 2      | 1991         | 1993   |
| Fokker F50                     | 1      | 1991         | 1993   |
| McDonnell Douglas DC-9-15RC    | 2      | 1997         | 1999   |
| McDonnell Douglas MD-83        | 1      | 2006         | 2008   |
| Saab 2000                      | 1      | 1999         | 1999   |

## Programmi di fidelizzazione
Air One partecipava al programma MilleMiglia di Alitalia. La rete delle destinazioni di Air One era connessa a quella di Alitalia per un totale di 4.500 voli settimanali verso 86 destinazioni in Italia e nel resto del mondo. I voli erano acquistabili sul sito www.flyairone.it.

## Alleanze
Pur facendo parte di Alitalia-CAI, Air One non aderì all'alleanza SkyTeam essendo considerata una compagnia a sé stante. I voli brandizzati "Air One Smart Carrier" garantivano comunque l'accumulo di punti MilleMiglia Alitalia.

## Air One e l'ambiente
Dal 2007 con la consegna degli aerei Airbus A320-216 (motori CFM56-5B6/3) Air One ridusse i consumi del carburante dell'1% e abbatté del 40% gli ossidi di azoto e l'anidride carbonica rispetto ai parametri consentiti dalle regolamentazioni internazionali vigenti (standard CAEP/4 stabilito dall'ICAO).
CFM International, produttrice dei propulsori, la premiò come "compagnia aerea più rispettosa dell'ambiente 2007" e gli aerei riportavano il logo verde con dicitura Compagnia Environmentally Friendly.

## Incidenti
- Il 7 febbraio 2009, un Cessna 650 della divisione Executive di AirOne, in partenza dall'aeroporto di Roma-Ciampino e diretto dapprima a Bologna e successivamente verso Cagliari, si schiantò pochi minuti dopo il decollo, precipitando nella zona di Trigoria. Secondo il rapporto ANSV del 2014[15], l'incidente sarebbe avvenuto a causa del disorientamento dei piloti avvenuto poco dopo il decollo notturno, durante la fase di salita in IMC. L'esplosione causò due vittime: il direttore delle operazioni volo di Air One Executive, proprietaria del velivolo, e il pilota Valerio Simeone.[16]